# Michael Wuttke
Michael Wuttke (* 1950) ist ein deutscher Paläontologe. Bis zu seinem Ruhestand Ende 2015 war er Leiter des Referates Erdgeschichte in der Generaldirektion Kulturelles Erbe Rheinland-Pfalz in Mainz. Außerdem ist er Lehrbeauftragter der Universität Mainz. Wuttke war von 2010 bis 2012 Präsident der Paläontologischen Gesellschaft. Seit seinem Ruhestand forscht er als ernannter ehrenamtlicher Mitarbeiter am Senckenberg Forschungsinstitut und Naturmuseum der Senckenberg Gesellschaft für Naturforschung in Frankfurt am Main.

## Forschung
Er befasste sich u. a. mit fossilen Froschlurchen (Anuren), fossilen Süßwasserschwämmen und der Wirbeltier-Taphonomie und veröffentlichte zahlreiche Arbeiten im Rahmen der in seinem Referat anfallenden Rettungs- und Forschungsgrabungen in Rheinland-Pfalz, zum Beispiel im Hunsrückschiefer und über die Fossillagerstätte Enspel im Westerwald. Letztere bildete sich im oberen Oligozän (vor 24,7 Millionen Jahren) in einem Kratersee, der zu einem Ölschiefer ähnlich dem des UNESCO-Welterbes Grube Messel versteinerte, aber hier von einer mächtigen Basaltschicht bedeckt wurde. Wie in Messel war auch hier die Fossillagerstätte nach dem Ende des Basaltabbaus bedroht, weshalb von Wuttke und einem Team Pläne für einen Erlebnispark entwickelt wurden, die teilweise bereits realisiert sind (siehe Tertiär- und Industrie-Erlebnispark Stöffel).
Zusammen mit dem Geologen Achim Reisdorf (damals Doktorand in Sedimentologie an der Universität Basel, jetzt Ruhr Museum Essen) klärte er die lange offene Frage, warum einige langhälsige und langschwänzige Dinosaurier bzw. langhälsige fossile Vögel mit stark über den Rücken hin gekrümmten Hälsen bzw. Schwänzen versteinerten. Durch Unter-Wasser-Experimente an rezenten Vogelhälsen stellten sie fest, dass die Ursache hierfür nicht in einem Todeskrampf (Opisthotonus) lag, sondern in der Vorspannung eines elastischen Bandes (Ligamentum elasticum interlaminare), das die Wirbel vom Hals bis zur Schwanzwurzel miteinander an der Basis der Dornfortsätze verbindet. Wird die an den leblosen, ausgestreckten Hälsen ansetzende Schwerkraft durch das Wasser-Experiment aufgehoben, dann entfalten sich jetzt „überschüssige“ Zugkräfte des Bandes automatisch und krümmen die Hälse. Anlass der aktuopaläontologischen Untersuchung der Autoren war die taphonomische Analyse des Skelettes von Compsognathus longipes aus dem Solnhofener Plattenkalk. Diese zeigte, dass die Rückkrümmung von Hals und Schwanz erst allmählich postmortal, mit fortschreitender Zersetzung der Weichteile am Grund einer Lagune erfolgte, so dass Todeskrämpfe als Ursache ausschieden. Erst im Jahre 2007 hatten US-amerikanische Wissenschaftler (die Veterinärmedizinerin Cynthia Marshall Faux und der Paläontologe Kevin Padian) die Todeskrampf-Hypothese noch in einer viel beachteten Studie gestützt.